# Christian Colson
Christian Patrick Colson (15 de septiembre de 1968) es un productor de cine británico. Es conocido especialmente per ser elproductor de Slumdog Millionaire en 2008, con el que ganó diferentes premios incluido el de Óscar a la mejor película, Globo de Oro a la mejor película dramática y el BAFTA a la mejor película. En 2014, Danny Boyle y él firmaron un acuerdo con FX Productions.

## Filmografía
Como productor
- The Descent (2005)
- Laberinto de mentiras (Separate Lies) (2005)
- Eden Lake (2008)
- Slumdog Millionaire (2008)
- The Descent Part 2 (2009)
- Centurión (Centurion) (2010)
- 127 Horas (2010)
- Trance (2013)
- Selma (2014)
- Steve Jobs (2015)
- T2: Trainspotting (2017)

## Premios y distinciones
Premios Óscar
| Año  | Categoría      | Trabajo nominado    | Resultado |
| ---- | -------------- | ------------------- | --------- |
| 2009 | Mejor película | Slumdog Millionaire | Ganador   |
| 2011 | Mejor película | 127 horas           | Nominado  |
| 2015 | Mejor película | Selma               | Nominado  |